# Richard Schabl

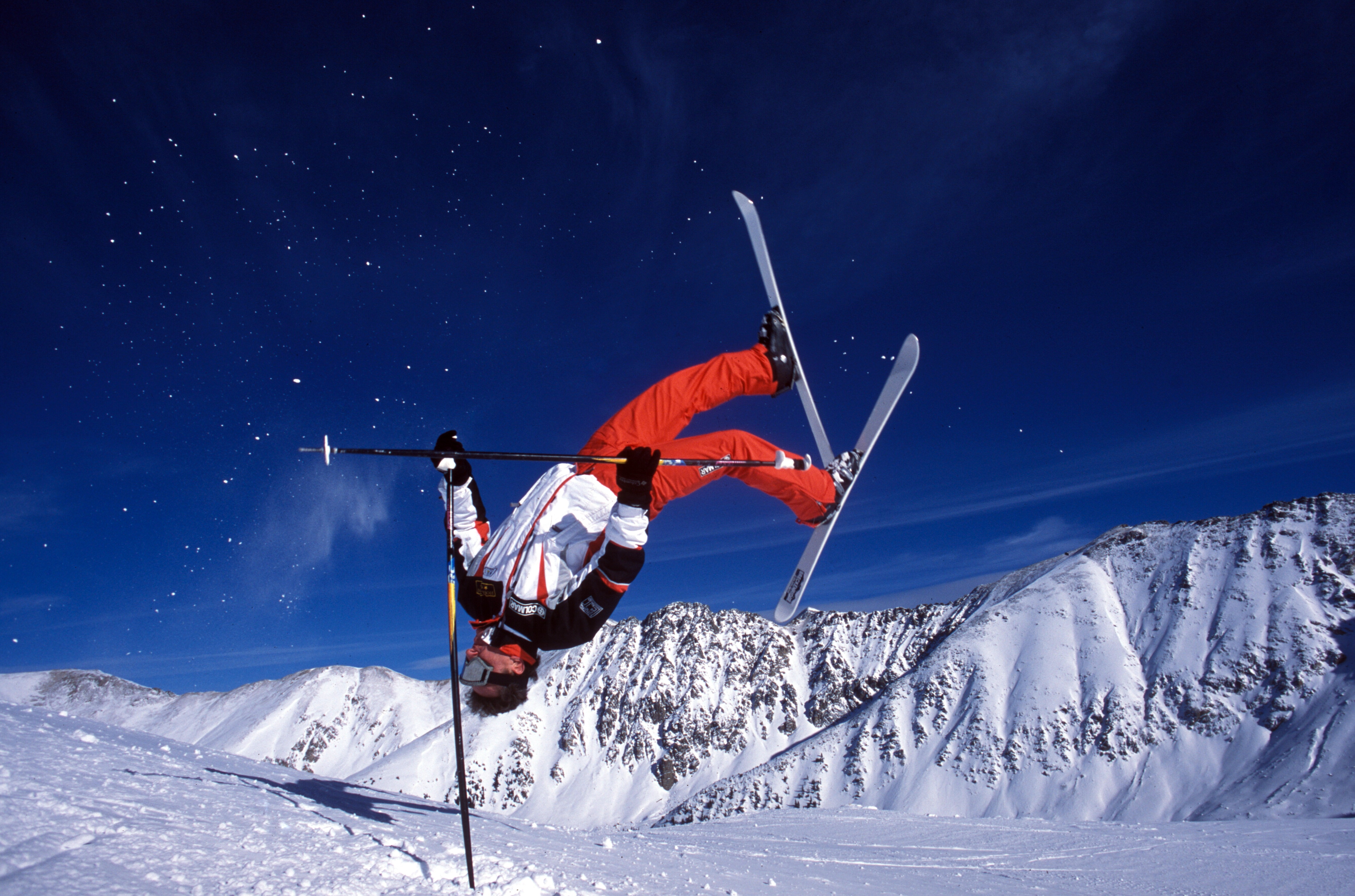
One Handed Pole Flip

Richard Schabl (* 1959) ist ein ehemaliger deutscher Freestyle-Skier. Er war auf die nicht mehr ausgetragene Disziplin Acroski spezialisiert. In dieser Disziplin wurde er 1986 erster FIS-Weltmeister und 1980 FIS-Junioren-Weltmeister. Er gewann zweimal die Disziplinenwertung im Weltcup sowie zwölf Einzelwettkämpfe.

## Biografie
(Quelle: )

### Sportliche Laufbahn
Richard Schabl stammt aus Bergen im Chiemgau und erlernte das Skifahren im Skiclub Piding.
Schabl begann im Alter von 16 Jahren professionell mit dem Freestyle-Sport und kämpfte sich in den folgenden Jahren bis in die Weltspitze vor. 1979 wurde er erstmals deutscher Meister in der Kombination. 1980 lancierte die FIS den Freestyle-Skiing-Weltcup und Schabl startete im Ballett. Als bestes Resultat erreichte er einen fünften Platz am Oberjoch. In den kommenden beiden Jahren belegte er die Ränge drei und vier in der Disziplinenwertung, seinen ersten Weltcupsieg feierte er im Januar 1982 in Blackcomb.
Im Winter 1982/83 gelangen ihm vier Siege und er konnte die Ballett-Disziplinenwertung erstmals für sich entscheiden. Zudem wurde er zum ersten und einzigen Mal deutscher Meister in seiner Spezialdisziplin. Auch in der Saison danach behauptete er den Status als Nummer eins im Weltcup, gewann die Disziplinenwertung aber nur dank der besseren Ergebnisse vor seinem punktegleichen Landsmann Hermann Reitberger. Die beiden setzten die deutsche Dominanz im Skiballett fort. Im Februar 1986 konnte sich Schabl bei den allerersten Freestyle-Weltmeisterschaften in Tignes jedoch gegen sämtliche Konkurrenz durchsetzen und gewann die Goldmedaille. Danach beendete er seine aktive Laufbahn im Leistungssport. Ihm wird die Erfindung des einhändigen Pole-flip zugeschrieben.

### Weitere Karriere
Neben seiner Laufbahn als Wettkampfsportler war Richard Schabl Inhaber des internationalen Freestyle-Sommer Camps auf dem Hintertuxer Gletscher. Seit 1984 lebte er im Winterhalbjahr hauptsächlich in Breckenridge, Colorado, und begann als Produzent und Darsteller an Skifilmen mitzuwirken. Später betätigte er sich außerdem als Fotograf für verschiedene Magazine. Über ein Jahrzehnt produzierte er den Spielfilm Smoke in the Tunnel, der die Brandkatastrophe von Kaprun im Jahr 2000 als Rahmenhandlung hat. Schabl hatte sich am 11. November 2000 selbst im Skigebiet aufgehalten, eigenen Angaben zufolge aber die Gondel anstelle der Standseilbahn genommen. Der 8,5 Millionen US-Dollar teure Film wurde großteils in Österreich und Breckenridge gedreht. Allerdings wurde er bis jetzt wohl nur vor einem kleinen Publikum in Breckenridge und Aspen aufgeführt. Die Veröffentlichung ist für 11. November 2025 in den USA geplant.
Ein IMDb-Eintrag zum Film ist nicht vorhanden.
Darüber hinaus trat Richard Schabl in mehreren Fernsehshows mit der von ihm erfundenen Trickski Trockenskipiste auf, die zum ersten Mal Saltos auf einen Laufband ermöglichte. Am 3. November 1990 war er in einer Ausgabe von Wetten, dass..? in Linz zu Gast. 1993 stellte er in der Sendung Aber Hallo mit 22 Ski-Überschlägen binnen 60 Sekunden auf einem Förderband einen Weltrekord auf. Ein Rekord im Railsliding gelang ihm im Januar 2010 bei den Kaiserblickliften in Sachrang, wo er eine Distanz von 48 Metern zurücklegte.
Schabl lebt zeitweise in der Karibik.

## Erfolge

### Weltmeisterschaften
- Tignes 1986: 1. Ballett

### Weltcupwertungen
| Saison  | Gesamt | Gesamt | Ballett | Ballett |
| Saison  | Platz  | Punkte | Platz   | Punkte  |
| ------- | ------ | ------ | ------- | ------- |
| 1980    | 48.    | 37     | 19.     | 37      |
| 1981    | 18.    | 133    | 3.      | 133     |
| 1982    | 26.    | 132    | 4.      | 132     |
| 1983    | 16.    | 25     | 1.      | 124     |
| 1984    | 13.    | 25     | 1.      | 148     |
| 1984/85 | 11.    | 24     | 2.      | 170     |
| 1985/86 | 28.    | 19     | 8.      | 94      |

### Weltcupsiege
Schabl errang im Weltcup in nur 6 Jahren 28 Podestplätze, davon 12 Siege:
| Datum             | Ort          | Land        | Disziplin |
| ----------------- | ------------ | ----------- | --------- |
| 9. Januar 1982    | Blackcomb    | Kanada      | Ballett   |
| 3. Januar 1983    | Mariazell    | Österreich  | Ballett   |
| 20. Januar 1983   | Tignes       | Frankreich  | Ballett   |
| 2. Februar 1983   | Livigno      | Italien     | Ballett   |
| 12. Februar 1983  | Ravascletto  | Italien     | Ballett   |
| 20. Januar 1984   | Breckenridge | USA         | Ballett   |
| 3. März 1984      | Oberjoch     | Deutschland | Ballett   |
| 20. März 1984     | Sälen        | Schweden    | Ballett   |
| 27. März 1984     | Tignes       | Frankreich  | Ballett   |
| 1. Februar 1985   | La Sauze     | Frankreich  | Ballett   |
| 9. März 1985      | Mariazell    | Österreich  | Ballett   |
| 17. Dezember 1985 | Zermatt      | Schweiz     | Ballett   |

### Weitere Erfolge
- 2 deutsche Meistertitel (Kombination 1979, Ballett 1983)[14]
- Europameister im Skiballett 1981 und 1984